# Larry Perkins
Larry Perkins (n. 18 martie 1950, Murrayville⁠(d), Victoria, Australia) este un fost pilot de Formula 1. De-a lungul carierei a luat startul în 11 curse, niciuna din pole-position. Nu a câștigat nicio cursă și nu a terminat niciodată pe podium, acumulând 0 puncte în întreaga activitate ca pilot de Formula 1.